# Soudaine-Lavinadière
Soudaine-Lavinadière – miejscowość i gmina we Francji, w regionie Nowa Akwitania, w departamencie Corrèze.
Według danych na rok 2018 gminę zamieszkiwały 183 osoby, a gęstość zaludnienia wynosiła 7,9 osób/km² (wśród 747 gmin Limousin Soudaine-Lavinadière plasuje się na 409. miejscu pod względem liczby ludności, natomiast pod względem powierzchni na miejscu 284.).

## Demografia

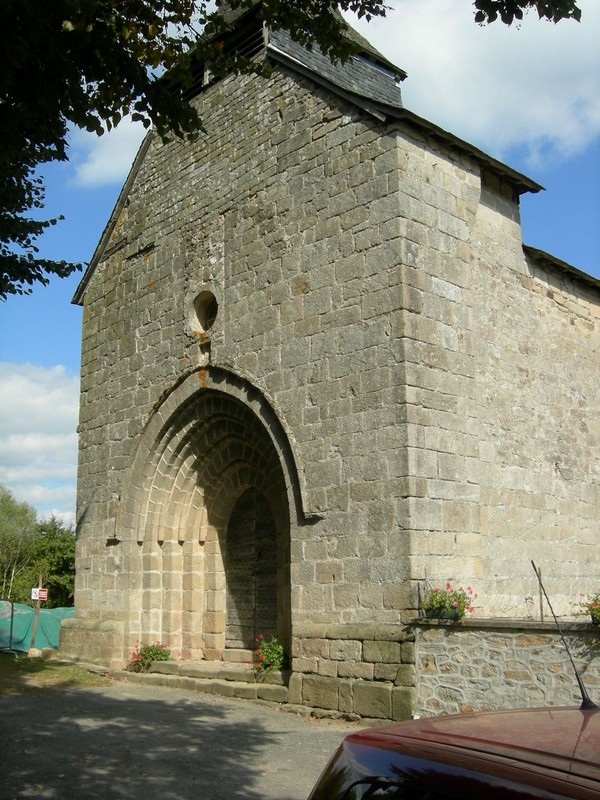
Kościół w Soudaine-Lavinadière, 2008

Ludność historyczna:
| Rok                           | 1982 | 1990 | 1999 | 2008 | 2013 | 2018 |
| ----------------------------- | ---- | ---- | ---- | ---- | ---- | ---- |
| Ludność                       | 233  | 229  | 193  | 197  | 168  | 166  |
| Gęstość zaludnienia w os./km² | 10,7 | 10,5 | 8,8  | 9,0  | 7,7  | 7,6  |

Ludność według grup wiekowych:
| Wiek/rok  | 2008 | %    | 2013 | %    | 2018 | %    |
| --------- | ---- | ---- | ---- | ---- | ---- | ---- |
| 0–14 lat  | 18   | 9,0  | 15   | 9,2  | 10   | 6,2  |
| 15–29 lat | 9    | 4,5  | 9    | 5,2  | 16   | 9,7  |
| 30–44 lat | 27   | 13,5 | 24   | 14,4 | 18   | 11,0 |
| 45–59 lat | 50   | 25,3 | 37   | 21,8 | 39   | 23,4 |
| 60–74 lat | 56   | 28,7 | 48   | 28,7 | 44   | 26,2 |
| 75+ lat   | 38   | 19,1 | 35   | 20,7 | 39   | 23,4 |